# فارانو دي ميليغاري
فارانو دي ميليغاري (بالإيطالية: Varano de' Melegari)‏ هي بلدية في مقاطعة بارما في إقليم إميليا رومانيا الإيطالي.

## السكان
في سنة 1861 بلغ عدد السكان 2٬066 نسمة، وتطور العدد ليصل في سنة 2011 لـ 2٬689 نسمة.
يظهر هذا المخطط البياني تطور النمو السكاني لـ فارانو دي ميليغاري